# Parafia św. Józefa Oblubieńca w Kątach
Parafia św. Józefa Oblubieńca w Kątach – parafia rzymskokatolicka, znajdująca się w diecezji tarnowskiej, w dekanacie Czchów.

## Historia
Parafia w Kątach powstała 15 grudnia 1980 r. Wcześniej parafia należała do parafii Wojakowa, zostały z niej wydzielone: Kąty i Połom Mały (w całości), oraz Drużków Pusty i Porąbka Iwkowska (częściowo) tworząc parafię Kąty pw. św. Józefa. 
W jesieni 1982 r. rozpoczęła się budowa kościoła, która trwała 3 lata. 25 grudnia 1985 r., w uroczystość Bożego Narodzenia odprawiono pierwszą Pasterką w nowym kościele. Następnie przystąpiono do budowy plebanii, która trwała również 3 lata. 

## Proboszczowie
- ks. Kazimierz Ocytko - 1980 - 5 maja 1989  (pierwszy proboszcz)
- ks. Stanisława Nowak - 1989 - 2005[3]
- ks. Jan Witek - 2005 - 12 sierpnia 2023[4]
- ks. Michał Peciak - od 12 sierpnia 2023 - obecnie[5]